# Gozzio Battaglia
Gozzio Battaglia o també Gozzio d'Arimino, nascut cap al 1270 a Rímini, a la regió d'Emília-Romanya, en aquell temps sota el domini dels Estats pontificis, i mort el 10 juny de 1348 à Avinyó, va ser un cardinal italià.
Gozzio Battaglia va ser professor de Dret a la universitat de Coïmbra cap al 1310, paborde de Carpentràs i capellà del Papa. Va ser també canonge a Palència, Burgos i Ravenna. El 1335 va ser nomenat Patriarca llatí de Constantinoble, càrrec que va exercir fins al 1339. El 1338 era legat del papa Benet XII a Sicília, on va excomunicar el rei Pere el Gran i va llençar una interdicció a tot el regne si no reconeixien com a sobirà legítim a Robert I de Nàpols.
Battaglia va ser creat cardenal prevere amb el títol de santa Prisca pel Papa Benet XII el 18 de desembre de 1338. Va ser també ardiaca major de la catedral de Barcelona i canonge de la Seu de Tarragona, on el 1339 succeint a Guillaume Pierre Godin, va ocupar la Cambreria de Reus, cosa que li donava dret a ocupar el Castell del Cambrer a Reus i tenir domini senyorial d'un terç de la vila i la totalitat de la senyoria i els delmes pel que fa al terme parroquial. Al morir, la Cambreria de Reus va ser ocupada per Pere Roger de Belfort, que després seria el Papa Gregori XI.
El cardenal Gozzio Battaglia va participar en el Conclave de 1342, on es va elegir Climent VI.